# Kosmos 1074

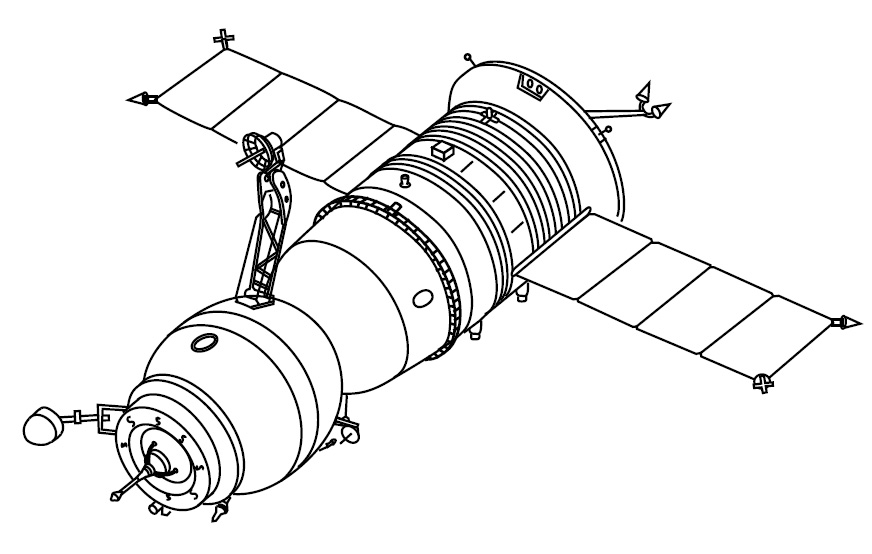
Desenho da espaçonave Soyuz.

O Kosmos 1074 (em russo: Космос 1074, significado Cosmos 1074) foi um satélite  soviético como parte do Programa Soyuz. Foi lançada em 31 de janeiro de 1979 do Cosmódromo de Baikonur, União Soviética (atualmente no Cazaquistão), através de um foguete Soyuz. A órbita inicial tinha um perigeu de 195 km e apogeu de 238 km, com uma inclinação orbital de 51,6 graus e período de 88,8 minutos.

## Ligações Externas
- NASA NSSDC Master Catalog
- Satellite Catalog Number